# Nico Fidenco
Nico Fidenco, nome artístico de Domenico Colarossi, (Roma, 24 de janeiro de 1933 – Roma, 19 de novembro de 2022) foi um cantor italiano e compositor de trilhas sonoras de filmes que ganhou considerável popularidade a partir da década de 1960 com o lançamento do single What a Sky (Su nel cielo), produzida para a trilha sonora do filme I delfini de Francesco Maselli. Autodidata em música, Fidenco fez algumas versões cover de canções-título de filmes para o mercado italiano. Com a canção Legata a un granello di sabbia, foi o primeiro cantor italiano a vender um milhão de cópias de um single. Esse interesse pelo cinema o levou a ser um prolífico compositor de trilhas sonoras, incluindo trilhas para filmes de faroeste e muitas produções do cineasta Joe D'Amato. Ficou conhecido no Brasil com o single A Casa d'Irene, lançado em 1964, que recebeu uma versão em português gravada por Agnaldo Timóteo.[carece de fontes?]

## Filmografia selecionada
- Destination Miami: Objective Murder (1964)
- In a Colt's Shadow (1965)
- Dinamite Jim (1966)
- Star Pilot (1966)
- The Texican (1966)
- Taste for Killing (1966)
- Bang Bang Kid (1967)
- Bury Them Deep (1968)
- I Want Him Dead (1968)
- Ragan (1968)
- Those Dirty Dogs (1973)
- Supermen Against the Orient (1973)
- Monika (1974)
- Black Emanuelle (1975)
- Blue Jeans (1975)
- My Sister in Law (1976)
- Emanuelle in Bangkok (1976)
- Emanuelle in America (1977)
- Emanuelle Around the World (1977)
- Emanuelle and the Last Cannibals (1977)
- Emanuelle and the White Slave Trade (1978)
- Candido Erotico (1978)
- Images in a Convent (1979)
- Zombie Holocaust (1980)
- Porno Holocaust (1981)